# Nerocila pulicatensis
Nerocila pulicatensis es una especie de crustáceo isópodo marino del género Nerocila, familia Cymothoidae. Fue descrita científicamente por Jayadev Babu & Sanjeeva Raj en 1980.

## Distribución
Esta especie se encuentra en la India y el occidente del Indo-Pacífico.